# Isaac Botsio
Isaac Botsio (* 11. Dezember 1999 in Sekondi-Takoradi) ist ein ghanaischer Leichtathlet, der sich auf den Sprint spezialisiert hat. 2024 wurde er mit der ghanaischen 4-mal-100-Meter-Staffel in Douala Afrikameister.

## Sportliche Laufbahn
Erste internationale Erfahrungen sammelte Isaac Botsio, der ein Studium an der West Texas A&M University in den Vereinigten Staaten absolviert, bei den World Athletics Relays 2024 in Nassau, bei denen er in 38,29 s den ersten Platz im B-Lauf in der 2. Qualifikationsrunde über 4-mal 100 Meter für die Olympischen Spiele in Paris belegte und dem ghanaischen Team damit einen Startplatz sicherte. Anschließend belegte er bei den Afrikameisterschaften in Douala in 10,33 s den siebten Platz im 100-Meter-Lauf und gewann im Staffelbewerb in 38,63 s gemeinsam mit Ibrahim Fuseini, Edwin Gadayi und Abdul-Rasheed Saminu die Goldmedaille.

## Persönliche Bestleistungen
- 100 Meter: 10,25 s (+1,1 m/s), 22. Juni 2024 in Douala
  - 60 Meter (Halle): 6,62 s, 11. März 2023 in Virginia Beach